# Dakota Ridge, Colorado
Dakota Ridge är en ort (CDP) i Jefferson County, i delstaten Colorado, USA. Enligt United States Census Bureau har orten en folkmängd på 32 005 invånare (2010) och en landarea på 24 km².